# Hiệp Hòa
Hiệp Hòa (Huế, 1º novembre 1847 – Huế, 29 novembre 1883) è stato un imperatore vietnamita.
Nell'agosto del 1883 presiedette alla sconfitta della sua nazione da parte della marina francese nella battaglia di Huế e il 25 dello stesso mese firmò un trattato che fece del Vietnam un Protettorato di Francia, mettendo fine all'indipendenza del paese. Per questo fu detronizzato e si suicidò il 29 novembre.

## L'imperatore Hiệp Hòa nella fiction
- [N Macomber], 24-34, in The honored dead : a novel of Lt. Cmdr. Peter Wake, U.S.N. in French Indochina, 1883, Sarasota, Fla., USA, Pineapple Press, 2009, ISBN 978-1-56164-438-4, OCLC 237199456.